# Jean Germain (évêque de Nevers et Chalon-sur-Saône)
Pour les articles homonymes, voir Jean Germain et Germain.
Jean Germain, né à  Cluny vers 1400 et mort le 2 février 1461 au château de La Salle en Bourgogne, est un prélat français du XVe siècle, évêque de Nevers de 1430 à 1436 puis évêque de Chalon-sur-Saône de 1436 à 1461, conseiller du duc de Bourgogne Philippe le Bon et écrivain.

## Biographie
Le père de Jean Germain, Jacques Germain, est né serf du comte de Nevers ; affranchi, il s'enrichit, devient bourgeois de Cluny. Il meurt le 23 septembre 1424 et est enterré à l'église des Carmes de Dijon où son fils lui fera élever plus tard un tombeau,,.
Jean Germain est gratifié d'une pension par le duc de Bourgogne et fait des études de théologie à l'université de Paris, où il obtient son grade de docteur en théologie. Il est chargé de missions par le duc de Bourgogne à partir de 1421, est nommé conseiller ducal et maître des requêtes en 1429, chanoine puis doyen de la Sainte-Chapelle de Dijon. Il est le premier chancelier de l'ordre de la Toison d'or lors de sa création à Bruges par Philippe le Bon en janvier 1430, chargé de garder les sceaux de l'ordre et de prononcer les discours aux chapitres,.
En juillet 1430, à la mort de Robert de Dangeau, les chanoines de Nevers fixent leur suffrage sur Pierre de Pougues comme évêque, mais cette élection reste sans effet : le pape Martin V, sur les instances du duc, nomme Jean Germain évêque de Nevers en décembre.
Philippe le Bon l'envoie en ambassade à plusieurs reprises. En 1433, il le délègue pour parler en son nom au concile de Bâle, où Jean Germain défend la
suprématie papale et l'orthodoxie catholique ; en sa qualité de député du concile, il souscrit au traité d'Arras (1435) qui réconcilie le roi Charles VII et le duc Philippe le Bon. En 1438, au concile de Ferrare-Florence, il joue un rôle non négligeable dans la tentative de réunification des églises catholique et grecque.
En 1436 Jean Germain est transféré à l'évêché de Chalon-sur-Saône - il est le deuxième du nom à cet évêché, le premier Jean Germain ayant occupé ce siège de 1357 à 1361.
Il y fait terminer les voûtes en pierre de la  cathédrale de Saint-Vincent ; il s'attache à réformer la formation des clercs et la pastorale que les prêtres devaient conduire auprès des fidèles, développe le culte marial et fonde dans la cathédrale en 1451 la chapelle Notre-Dame-de-Pitié, qu’il érige en lieu de pèlerinage. Il fonde à Verdun-sur-le-Doubs la chapelle Notre-Dame-de-Pitié sur les bords du Doubs. En 1448 il consacre l'église de Sainte-Madeleine à Tournus et celle de Sainte-Marie, au faubourg de Chalon. En 1452, il bénit la première pierre du couvent des franciscains que le duc Philippe le Bon fait élever à Chalon.
Il décède  le 2 février 1461 dans sa résidence du château de La Salle, à La Salle dans l'actuelle Saône-et-Loire. Il est enterré dans la cathédrale Saint-Vincent à Chalon, dans un tombeau avec son gisant sculpté, devant la chapelle de Notre-Dame-de-Pitié ; le gisant est mutilé en 1562, lors de la mise à sac de la cathédrale par les protestants, et remplacé au XVIIIe siècle par une simple dalle de pierre,. Son épitaphe, bien conservée, est visible, avec son blason sculpté et peint, sur le mur près de la porte menant vers le cloître de la cathédrale.

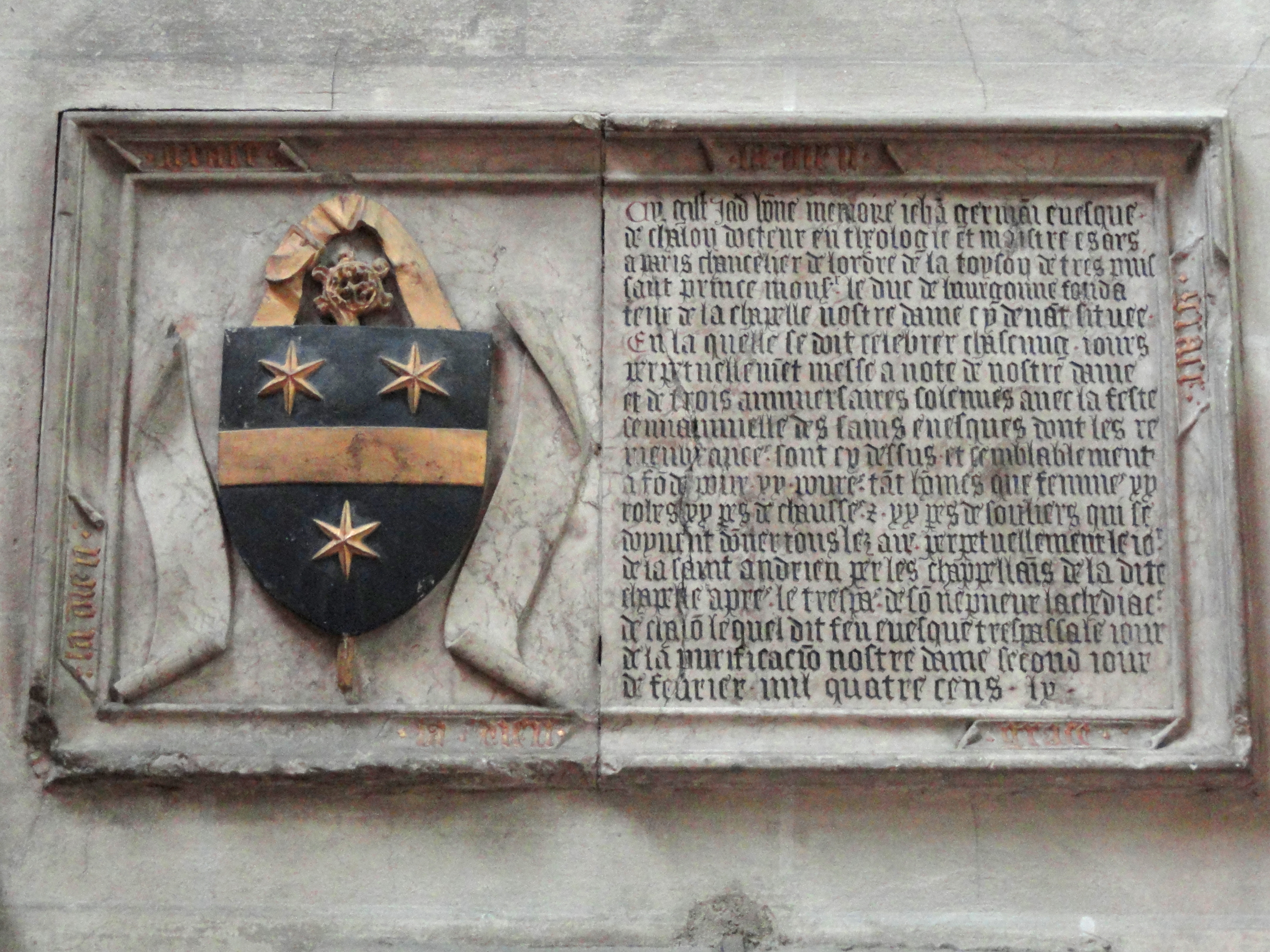
Plaque funéraire de Jean Germain à la cathédrale Saint-Vincent de Chalon.

## Œuvre
Jean Germain  est l'auteur d'ouvrages de théologie, de discours et d'ouvrages de polémique religieuse :
- La Mappemonde spirituelle composée en 1449 ; l'ouvrage, auquel était jointe une carte aujourd’hui perdue et dont seule la version en français est conservée, est une histoire sainte du monde, qui s'inscrit dans le mouvement de propagande pour la croisade autour de Philippe le Bon dans les années 1440-1450[9],[10], ; c'est l'une des sources de la Topographia sanctorum publiée à Venise en 1568 par Francesco Maurolico à la suite de son Martyrologium[11].
- Débat du Crestien et du Sarrazin, touchant nostre loy et leur secte de Mahomet, 1450. Jean Germain, dans cet ouvrage polémique contre la religion musulmane, y évoque le déclin du christianisme en Orient et la progression de l'islam ; il met en scène deux « chevaliers et princes en l'ostel de l'empereur des Maures, l'ung Sarrazin et l'autre Crestien », chacun exposant les principes et l'histoire de sa religion ; à la fin, le Sultan, vaincu par la force d'argumentation du chrétien, arbitre en sa faveur[12],[10],[13]. Le texte ne vise pas à nouer un dialogue avec l’islam, défini comme une apostasie, mais à raffermir la foi dans le cœur des chrétiens[14].
- Discours du voyage d’outre-mer, prononcé devant le roi de France Charles VII au nom du duc de Bourgogne en 1451, pour l'exhorter à la croisade[15],[13].
- Liber de virtutibus Philippi Burgundiae ducis, manuel d’éducation princière composé en 1451-1452 et dédié à Charles le Téméraire, avec une série de discours légitimant le projet politique de la Maison de Bourgogne[16].
- Les Deux pans de la tapisserie crestienne (ou Le chemin de paradis. L'interpretacion de Tapisserie chrestienne), en 1457, œuvre théologique et morale destinée aux clercs du diocèse de Chalon et aux chrétiens en général, avec une satire de toutes les composantes de la société qui n'épargne par les clercs[10],[17].

Ses traités sont conservés dans plusieurs manuscrits du XVe siècle, certains enluminés comme celui de la Mappemonde spirituelle à la Bibliothèque municipale de Lyon, dont les illustrations sont attribuées à Antoine de Lonhy, ou le Débat du Crestien et du Sarrazin dans le manuscrit Fr. 948 de la Bibliothèque nationale de France. Les ouvrages de Jean Germain n'ont pas fait l'objet d'éditions imprimées avant la fin du XIXe siècle.